# Universidad Intercultural de las Nacionalidades y Pueblos Indígenas Amawtay Wasi
Die Universidad Intercultural de las Nacionalidades y Pueblos Indígenas Amawtay Wasi (UIAW; spanisch und kichwa für Interkulturelle Universität der indigenen Völker und Nationen Haus der Weisheit) ist eine interkulturelle, auf die Wissensbestände der indigenen Völker Amerikas ausgerichtete Universität in Quito, Ecuador, die 2004 gegründet wurde. Sie wird getragen von der CONAIE und dem Instituto Científico de Culturas Indígenas. Ihr Rektor ist Luis Fernando Sarango.
Sie bietet eine Reihe landwirtschaftlich, technisch oder interkulturell orientierter Studiengänge an und dient zudem zur allgemeinen Weiterbildung insbesondere indigener Menschen. Ihre Ideale sind neben der Zweisprachigkeit in Bezug auf mindestens eine indigene Sprache der Sumak kawsay und andere indigene Vorstellungen.